# Liste des monuments historiques de Saint-Germain-en-Laye
Ce tableau présente la liste de tous les monuments historiques classés ou inscrits dans la ville de Saint-Germain-en-Laye, Yvelines, en France.

## Liste
| Monument                                      | Adresse                                            | Coordonnées                      | Notice         | Protection     | Date           | Illustration                                  |
| --------------------------------------------- | -------------------------------------------------- | -------------------------------- | -------------- | -------------- | -------------- | --------------------------------------------- |
| Aqueduc de Retz regard d'Hennemon             | 34 rue de la Croix-de-Fer                          | 48° 53′ 55″ nord, 2° 03′ 53″ est | « PA00087603 » | Inscrit        | 1988           | Image manquante Téléverser                    |
| Aqueduc de Retz regard Dauphine               | Chemin de la Jonction                              | 48° 53′ 59″ nord, 2° 03′ 20″ est | « PA00087603 » | Inscrit        | 1988           | Image manquante Téléverser                    |
| Château Musée des Antiquités Nationales       |                                                    | 48° 53′ 53″ nord, 2° 05′ 46″ est | « PA00087611 » | Classé         | 1862 1921 1963 | ChâteauMusée des Antiquités Nationales        |
| Château Neuf                                  | 19, 21 rue Thiers                                  | 48° 53′ 55″ nord, 2° 06′ 04″ est | « PA00087604 » | Classé         | 1925 1988      | Château Neuf                                  |
| Château du Val                                |                                                    | 48° 55′ 16″ nord, 2° 06′ 23″ est | « PA00087605 » | Inscrit Classé | 1991 1993      | Château du Val                                |
| Château de Valmoré                            | 3 rue Quinault                                     | 48° 54′ 19″ nord, 2° 05′ 01″ est | « PA78000030 » | Inscrit        | 2010           | Image manquante Téléverser                    |
| Couvent des Dames de Saint-Thomas             | Rue de la République                               | 48° 53′ 54″ nord, 2° 05′ 30″ est | « PA00087606 » | Inscrit        | 1937           | Couvent des Dames de Saint-Thomas             |
| Croix du Maine                                | Forêt de Saint-Germain N 184                       | 48° 58′ 17″ nord, 2° 05′ 28″ est | « PA00087607 » | Inscrit        | 1926           | Image manquante Téléverser                    |
| Croix de Noailles                             |                                                    | 48° 56′ 22″ nord, 2° 05′ 47″ est | « PA00087608 » | Classé         | 1942           | Croix de Noailles                             |
| Croix Pucelle                                 | Route de Saint-Joseph                              | 48° 55′ 07″ nord, 2° 03′ 47″ est | « PA00087609 » | Inscrit        | 1926           | Croix Pucelle                                 |
| Croix Saint-Simon                             |                                                    | 48° 57′ 11″ nord, 2° 05′ 43″ est | « PA00087610 » | Inscrit        | 1926           | Croix Saint-Simon                             |
| Église Saint-Germain                          | Place Charles-de-Gaulle                            | 48° 53′ 52″ nord, 2° 05′ 39″ est | « PA00087613 » | Inscrit        | 1937           | Église Saint-Germain                          |
| Grande écurie du Roi                          | 2 place Royale                                     | 48° 53′ 40″ nord, 2° 05′ 53″ est | « PA00087612 » | Inscrit        | 1929           | Grande écurie du Roi                          |
| Hôpital Saint-Louis                           | 4 rue de la Baronne-Gérard                         | 48° 53′ 53″ nord, 2° 05′ 05″ est | « PA78000005 » | Inscrit        | 1997           | Hôpital Saint-Louis                           |
| Hôtel de Conti                                | 14 place du Château                                | 48° 53′ 50″ nord, 2° 05′ 41″ est | « PA00087614 » | Inscrit        | 1947           | Hôtel de Conti                                |
| Hôtel de Créquy                               | 10, 12 rue de Paris                                | 48° 53′ 46″ nord, 2° 05′ 31″ est | « PA00087615 » | Inscrit        | 1972           | Hôtel de Créquy                               |
| Hôtel de La Feuillade (Saint-Germain-en-Laye) | 24 rue du Vieil-Abreuvoir                          | 48° 53′ 47″ nord, 2° 05′ 42″ est | « PA00087616 » | Inscrit        | 1937           | Hôtel de La Feuillade (Saint-Germain-en-Laye) |
| Hôtel de Madame de Maintenon                  | 23 rue du Vieil-Abreuvoir                          | 48° 53′ 47″ nord, 2° 05′ 41″ est | « PA00087617 » | Inscrit        | 1974           | Hôtel de Madame de Maintenon                  |
| Hôtel de Noailles                             | 10, 11 rue d'Alsace                                | 48° 54′ 05″ nord, 2° 05′ 28″ est | « PA00087618 » | Inscrit        | 1985 1991      | Hôtel de Noailles                             |
| Hôtel de Soubise                              | 16 place du Château                                | 48° 53′ 50″ nord, 2° 05′ 42″ est | « PA00087619 » | Inscrit        | 1947           | Hôtel de Soubise                              |
| Hôtel de villeroy                             | 18 rue de la Salle                                 | 48° 53′ 50″ nord, 2° 05′ 40″ est | « PA00087620 » | Inscrit        | 1972           | Hôtel de villeroy                             |
| Immeubles                                     | 2, 4, 6, 8 place du Marché-Neuf                    | 48° 53′ 53″ nord, 2° 05′ 20″ est | « PA00087621 » | Inscrit        | 1944           | Immeubles                                     |
| Immeuble                                      | 16 rue de Poissy                                   | 48° 53′ 49″ nord, 2° 05′ 27″ est | « PA78000011 » | Inscrit        | 1999           | Immeuble                                      |
| Maison Claude Debussy                         | 38 rue au Pain                                     | 48° 53′ 49″ nord, 2° 05′ 34″ est | « PA00087622 » | Inscrit        | 1972           | Maison Claude Debussy                         |
| Manège royal                                  | Place Royale Avenue Maréchal-de-Lattre-de-Tassigny | 48° 53′ 40″ nord, 2° 05′ 59″ est | « PA00087623 » | Classé         | 1993           | Manège royal                                  |
| Pavillon d'Angoulème                          | 6 rue Giraud-Theulon                               | 48° 53′ 36″ nord, 2° 05′ 49″ est | « PA00087624 » | Inscrit        | 1988           | Image manquante Téléverser                    |
| Pavillon de la Croix de Noailles              |                                                    | 48° 56′ 24″ nord, 2° 05′ 47″ est | « PA00087625 » | Inscrit        | 1937           | Pavillon de la Croix de Noailles              |
| Pavillon de Polignac                          | 15 rue Alexandre-Dumas 2 rue Giraud-Theulon        | 48° 53′ 36″ nord, 2° 05′ 46″ est | « PA00087626 » | Inscrit        | 1974           | Pavillon de Polignac                          |
| Porte de Chambourcy                           |                                                    | 48° 54′ 47″ nord, 2° 02′ 42″ est | « PA00087627 » | Classé         | 1943           | Porte de Chambourcy                           |
| Porte des Pétrons                             |                                                    | 48° 57′ 14″ nord, 2° 08′ 06″ est | « PA00087628 » | Inscrit        | 1933           | Image manquante Téléverser                    |
| Propriété de Maurice Denis                    | 2bis rue Maurice-Denis                             | 48° 53′ 34″ nord, 2° 05′ 14″ est | « PA00087629 » | Classé         | 1976           | Propriété de Maurice Denis                    |
| Quartier de Gramont                           | Rue du Maréchal-Lyautey                            | 48° 53′ 44″ nord, 2° 05′ 50″ est | « PA00087630 » | Inscrit        | 1929           | Quartier de Gramont                           |